# Daïra de Chellalat El Adhaoura

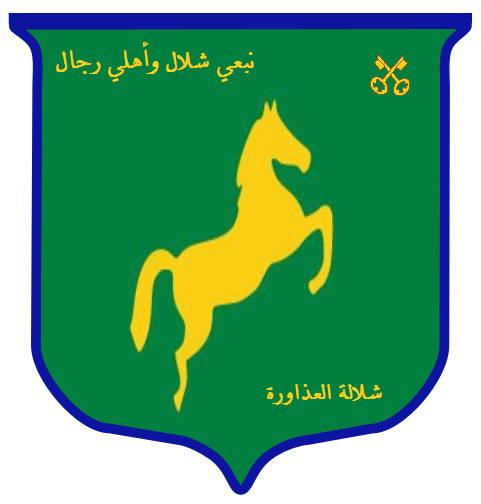
شعار شلالة العذاورة

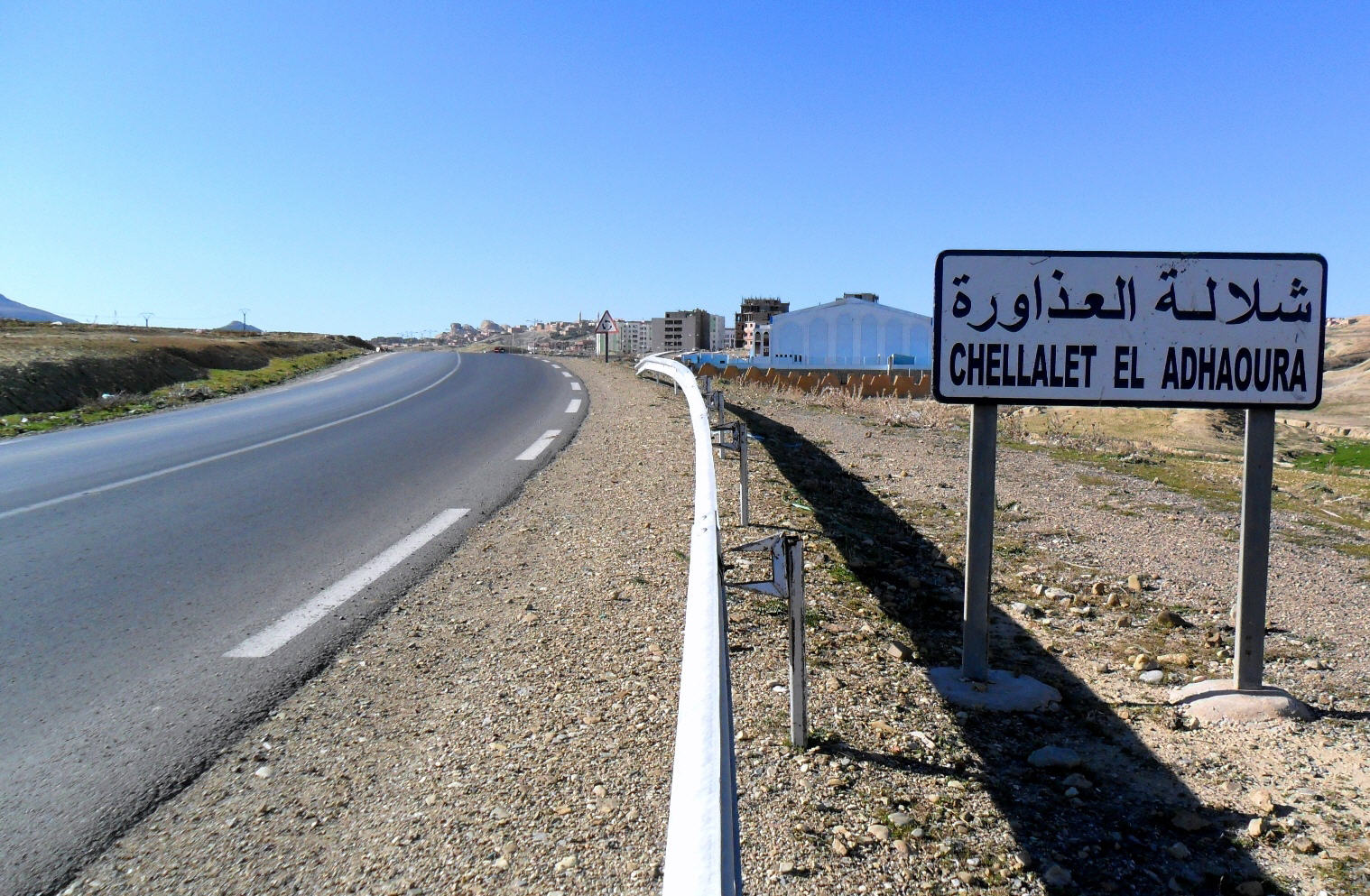
مدخل شرقي

La daïra de Chellalat El Adhaoura est une circonscription administrative algérienne située dans la wilaya de Médéa et la région du Titteri. Son chef-lieu est situé sur la commune éponyme de Chellalat El Adhaoura.
La daïra regroupe les quatre communes de Chellalat El Adhaoura, Cheniguel, Tafraout et Aïn Ouksir.
 Mostefa Lacheraf décrit le village du début du XXe siècle : "Le point de départ était toujours le grand marché hebdomadaire de Chellalet-al-Adhaoura qui se tenait le jeudi et attirait les nombreuses collectivités paysannes ou transhumantes semi-nomades des environs et leurs produits. L 'emplacement de ce marché important à la lisière entre le Tell et les Hauts-Plateaux n'est autre qu'un curieux village tout entier composé d'un vaste espace en partie rocheux et qu'entourent sur les quatre côtés de l'enceinte, des maisons, des boutiques, des fondouks et quelques cafés maures avec une arrière-cour destinée à parquer les montures et les bêtes de somme, ânes, mulets, chevaux, chameaux des forains. Légèrement circulaire en raison de l'alignement assez irrégulier des constructions soudées les unes aux autres et ne laissant d'issue qu'aux trois portes de perception des redevances exigées par le fisc les jours de marché hebdomadaire. Chellala des Adhaoura, appelée du nom d'une fontaine publique dont l'eau abondante retombe en cascade sur le versant du ravin... "